# Nervo piccolo occipitale
Il nervo piccolo occipitale è un nervo cutaneo che origina dall'ansa cervicale media del plesso cervicale. È costituito da fibre provenienti da C2.
Il nervo raggiunge il margine posteriore dello sternocleidomastoideo e si fa ascendente seguendo il margine stesso, fino a farsi superficiale e distribuirsi alla cute delle regioni mastoidea e occipitale. Si anastomizza con il grande occipitale, il grande auricolare e con l'auricolare posteriore del nervo facciale.